# Edmund Sebree

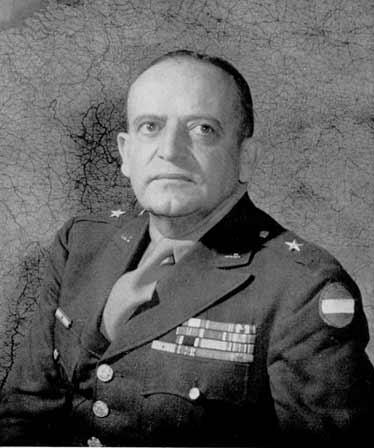
Edmund B. Sebree

Edmund Bower Sebree (* 7. Januar 1898 in Olney, Richland County, Illinois; † 25. Juni 1966 in Fort Ord, Monterey County, Kalifornien) war ein Generalmajor der United States Army. Er war unter anderem Kommandeur der 23. Infanteriedivision.
Edmund Sebree war ein Sohn von Milton Eddy Sebree (1859–1938) und dessen Frau Catella Bower (1866–1938). Er studierte zunächst an der Cornell University. Im November 1918 absolvierte er die United States Military Academy in West Point. Nach seiner Graduation wurde er als Leutnant der Infanterie zugeteilt. In der Armee durchlief er anschließend alle Offiziersränge vom Leutnant bis zum Zwei-Sterne-General.
Im Lauf seiner militärischen Karriere absolvierte Sebree verschiedene Kurse und Schulungen. Dazu gehörten unter anderem der Basic Course an der Infantry School, der Company Officers Course an der Signal School und das Command and General Staff College in Fort Leavenworth.
In seinen jüngeren Jahren absolvierte er den für Offiziere in den niederen Rangstufen üblichen Dienst in verschiedenen Einheiten und Standorten. Dazu gehörten auch Aufgaben als Stabsoffizier in verschiedenen Hauptquartieren. Nach dem Ende des Ersten Weltkriegs wurde er für einige Zeit im besetzten Deutschland stationiert.
In den 1920er Jahren war er unter anderem in Alaska, im Bundesstaat Washington und auf den Philippinen stationiert. Zwischen 1928 und 1932 war er Dozent für Militärtaktik an der Western Military Academy in Alton in Illinois. Anschließend wurde er erneut auf die Philippinen versetzt, wo er bis 1934 im 45. Infanterieregiment diente.
Nach seiner Rückkehr in die Vereinigten Staaten studierte er am Command and General Staff College. Danach gehörte er dem Stab von Herbert J. Brees an, der damals die 8th Corps Area in Fort Sam Houston kommandierte. Daran schloss sich eine Versetzung zum Stab der 9. Infanteriedivision an, die damals von Jacob L. Devers kommandiert wurde und in Fort Bragg in North Carolina stationiert war. Sebree verblieb bis zum Jahr 1941 bei dieser Division.
In den Jahren 1941 und 1942 war Sebree Stabsoffizier im Personalwesen des Kriegsministeriums. In diese Zeit fiel der amerikanische Eintritt in den Zweiten Weltkrieg. Ab 1942 nahm er aktiv am Kriegsgeschehen teil, wobei er zunächst auf dem asiatischen und später auf dem europäischen Kriegsschauplatz eingesetzt war. Er war zunächst Stabsoffizier bei der 23. Infanteriedivision die auch unter dem Namen Americal Division bekannt ist. Die Division war damals auf Guadalcanal stationiert und wurde von Alexander M. Patch kommandiert. Nachdem dieser zum neuen Kommandeur des XIV. Corps ernannt worden war, wurde Sebree am 2. Januar 1943 dessen Nachfolger als Kommandeur der 23. Infanteriedivision. Dieses Kommando behielt er bis zum Mai 1943. In dieser Zeit kam es zu einigen Gefechten mit japanischen Einheiten. Im Mai 1943 kehrte Sebree in die Vereinigten Staaten zurück, wo er dem Stab der 35. Infanteriedivision angehörte. Diese befand sich damals noch in der Vorbereitungsphase auf einen Kriegseinsatz in Europa. Am 25. Mai 1944 wurde die Division nach Großbritannien verlegt und im Juli landete sie am Omaha Beach in der Normandie. In den folgenden Monaten drang die Division und mit ihr Edmund Sebree durch Frankreich nach Deutschland vor. Sie war unter anderem an der Abwehr der deutschen Ardennenoffensive beteiligt. Sebree verblieb bis zum Februar 1945 bei der 35. Infanteriedivision. Danach wurde er zum Stab der 28. Infanteriedivision versetzt, die ebenfalls in Deutschland kämpfte. Er blieb bis September 1945 bei dieser Einheit.
Zwischen September 1945 und Februar 1946 war er Abteilungsleiter der Special Information Section bei den Army Ground Forces. Anschließend war er bis zum 31. Mai 1947 Militärattaché im besetzten Österreich. Für kurze Zeit leitete er die Stabsabteilung G2 (Nachrichtendienste) der 4. Armee. Zwischen September 1947 und August 1949 kommandierte er die United States Constabulary in Deutschland, eine Polizeitruppe zur Aufrechterhaltung der Ordnung in der amerikanischen Besatzungszone. Danach kommandierte er bis 1951 die amerikanische Garnison um München (Commanding General Munich Military Post). Anschließend wurde er nach Triest versetzt, wo er die dortigen amerikanischen Bodentruppen im Freien Territorium Triest kommandierte.
In den Jahren 1952 und 1953 kommandierte Edmund Sebree die 5. Panzerdivision. Anschließend war er für einige Monate stellvertretender Kommandeur der 4. Armee. Zwischen Mai 1954 und August 1955 hatte er den Oberbefehl über die in Südkorea stationierte 7. Infanteriedivision. Danach wurde er Stabschef beim Continental Army Command. Diesen Posten hatte er bis zu seinem Eintritt in den Ruhestand am 31. Juli 1957 inne.
Edmund Sebree starb am 25. Juni 1966 im kalifornischen Fort Ord und wurde auf dem San Francisco National Cemetery beigesetzt.

## Orden und Auszeichnungen
Edmund Sebree erhielt im Lauf seiner militärischen Laufbahn unter anderem folgende Auszeichnungen:
- Army Distinguished Service Medal
- Silver Star
- Legion of Merit
- Bronze Star Medal
- Purple Heart
- World War I Victory Medal
- Army of Occupation of Germany Medal
- American Defense Service Medal
- American Campaign Medal
- Asiatic-Pacific Campaign Medal
- European-African-Middle Eastern Campaign Medal
- World War II Victory Medal
- National Defense Service Medal
- Korean Service Medal
- United Nations Korea Medal (UNO)
- Orden der Ehrenlegion (Frankreich)
- Kriegskreuz (Belgien)